# Jack Albertson
Jack Albertson, all'anagrafe Harold Albertson (Malden, 16 giugno 1907 – Los Angeles, 25 novembre 1981), è stato un attore, ballerino, cantante e musicista statunitense.
Vinse il premio Oscar al miglior attore non protagonista nel 1969 per la sua interpretazione in La signora amava le rose.
Sua sorella era la celebre caratterista Mabel Albertson.
È morto nel 1981 a 74 anni per un cancro al colon.

## Filmografia parziale

### Cinema
- Il miracolo della 34ª strada (Miracle on 34th Street) regia di George Seaton (1947)
- Quando una ragazza è bella (Bring Your Smile Along), regia di Blake Edwards (1955)
- Il colosso d'argilla (The Harder They Fall), regia di Mark Robson (1956)
- Incantesimo (The Eddy Duchin Story), regia di George Sidney (1956)
- L'uomo dai mille volti (Man of a Thousand Faces), regia di Joseph Pevney (1957)
- Alla larga dal mare (Don't Go Near the Water), regia di Charles Walters (1957)
- 10 in amore (Teacher's Pet), regia di George Seaton (1958)
- Gangster, amore e... una Ferrari (Never Steal Anything Small), regia di Charles Lederer (1959)
- Amore, ritorna! (Lover Come Back), regia di Delbert Mann (1961)
- Rodaggio matrimoniale (Period of Adjustment), regia di George Roy Hill (1962)
- I giorni del vino e delle rose (Days of Wine and Roses), regia di Blake Edwards (1962)
- Jerry 8¾ (The Patsy), regia di Jerry Lewis (1964)
- Tigre in agguato (A Tiger Walks), regia di Norman Tokar (1964)
- Come uccidere vostra moglie (How to Murder Your Wife), regia di Richard Quine (1965)
- La signora amava le rose (The Subject Was Roses), regia di Ulu Grosbard (1968)
- Come salvare un matrimonio e rovinare la propria vita (How to Save a Marriage and Ruin Your Life), regia di Fielder Cook (1968)
- Coniglio, non scappare (Rabbit, Run), regia di Jack Smight (1970)
- Willy Wonka e la fabbrica di cioccolato (Willy Wonka & the Chocolate Factory), regia di Mel Stuart (1971)
- Una nuova vita per Liz (The Late Liz), regia di Dick Ross (1971)
- L'avventura del Poseidon (The Poseidon Adventure), regia di Ronald Neame (1972)
- Morti e sepolti (Dead & Buried), regia di Gary Sherman (1981)
- Red e Toby nemiciamici (The Fox and the Hound), regia di Art Stevens (1981) - voce

### Televisione
- Damon Runyon Theater – serie TV, episodio 2x05 (1955)
- Crusader – serie TV, episodio 2x01 (1956)
- The 20th Century-Fox Hour – serie TV, episodio 2x12 (1957)
- General Electric Theater – serie TV, episodio 6x02 (1957)
- Wire Service – serie TV, episodio 1x37 (1957)
- L'uomo ombra (The Thin Man) – serie TV, 18 episodi (1957-1959)
- Have Gun - Will Travel – serie TV, 3 episodi (1957-1960)
- Yancy Derringer – serie TV, episodio 1x16 (1959)
- Tightrope – serie TV, episodio 1x20 (1960)
- Michael Shayne – serie TV episodio 1x01 (1960)
- Goodyear Theatre – serie TV, episodio 3x12 (1960)
- La valle dell'oro (Klondike) – serie TV, episodio 1x07 (1960)
- Pete and Gladys – serie TV, episodi 1x05-1x22-1x24 (1960-1961)
- Ai confini della realtà (The Twilight Zone) – serie TV, episodi 3x03 e 4x12 (1961-1963)
- La famiglia Potter (The Tom Ewell Show) – serie TV, episodio 1x24 (1961)
- Bus Stop – serie TV, episodio 1x18 (1962)
- The Lieutenant – serie TV, episodio 1x02 (1963)
- L'impareggiabile Glynis (Glynis) – serie TV, episodio 1x07 (1963)
- The Dick Powell Show – serie TV, episodio 2x17 (1963)
- The Nurses – serie TV, episodio 3x07 (1964)
- Corri e scappa Buddy (Run Buddy Run) – serie TV, episodio 1x04 (1966)
- I giorni di Bryan (Run for Your Life) – serie TV, episodi 2x09-3x11-3x12 (1966-1967)
- Bonanza – serie TV, episodi 9x16-14x10 (1968-1972)
- Il virginiano (The Virginian) – serie TV, 2 episodi (1969-1970)
- Gunsmoke – serie TV, episodi 15x04-17x19-19x22 (1969-1974)
- Le strade di San Francisco (The Streets of San Francisco) – serie TV, episodio 1x16 (1973)
- Saremo famosi (The Comedy Company), regia di Lee Philips – film TV (1978)

## Doppiatori italiani
Nelle versioni in italiano delle opere in cui ha recitato, Jack Albertson è stato doppiato da:
- Bruno Persa ne Il colosso d'argilla, 10 in amore
- Sergio Fiorentini in La signora amava le rose, Morti e sepolti[1]
- Nino Pavese ne I giorni del vino e delle rose
- Arturo Dominici in Jerry 8¾
- Oreste Lionello in Tigre in agguato
- Valerio Ruggeri in Coniglio, non scappare
- Mario Milita in L'avventura del Poseidon
- Aldo Barberito in Valentine[2]
- Carlo Alighiero in Charlie's Angels
- Manlio Guardabassi in Willy Wonka e la fabbrica di cioccolato (ridoppiaggio)

Da doppiatore è sostituito da:
- Alberto Melis in Red e Toby nemiciamici

## Riconoscimenti
- Premi Oscar 1969
  - Oscar al miglior attore non protagonista per La signora amava le rose
- Primetime Emmy Awards
  - 1976 - Migliore attore protagonista in una serie commedia - Chico and the Man